# EndNote
EndNote ist ein kommerzielles Literaturverwaltungsprogramm für Microsoft Windows und macOS, welches die Onlinesuche in Datenbanken (z. B. PubMed) und das Anlegen/Verwalten von Literaturdatenbanken erlaubt.

## Funktionen
- Informationen über verschiedenste Typen von Literatur (Bücher, Artikel, Vorträge, Haus- und Abschlussarbeiten etc.) können gesammelt, verwaltet und gespeichert werden. Über die Vergabe von Schlüsselbegriffen kann beispielsweise eine thematisch sortierte Bibliografie zusammengestellt werden.
- EndNote kann mit Apple Pages oder Microsoft Word verknüpft werden. So können innerhalb eines Dokuments Quellenangaben in den Text eingepflegt werden, welche abschließend automatisch zu einem Literaturverzeichnis zusammengefügt werden können.
- EndNote unterstützt Literaturrecherchen, indem es Online-Zugriffe auf wissenschaftliche Literaturdatenbanken (z. B. PubMed, CINAHL, DIMDI, z39.50) ermöglicht.
- EndNote kann aus angelegten Dateien Literaturverzeichnisse erzeugen. Dafür stehen verschiedene Formate zur Verfügung. Die Formate können individuell angepasst werden.
- Mit der Version 20.2 ist es möglich, eine (einzige) EndNote-Datenbank mit bis zu 400 Personen gemeinsam zu bearbeiten. Die Daten werden dabei über den zentralen Cloud-Service von EndNote synchronisiert, allen Teilnehmern können volle Schreibrechte gewährt werden.[2]
- Die Dateiendung lautet .ENL (=EndNote-Literaturdatenbank).

## Kompatibilität
EndNote-Daten können von vielen anderen Literaturverwaltungen importiert werden; u. a. von
- Bibliographix (kostenlos)
- BibSonomy (quelloffen)
- Citavi (kommerziell)
- JabRef (quelloffen)
- Zotero (quelloffen)

EndNote X3 ist nicht mit Microsoft Word 2010 kompatibel und führt zum vollständigen Einfrieren von Word während des Starts. Die Version X4 von EndNote ist sowohl mit der 32- als auch mit der 64-Bit-Version von Microsoft Word 2010 kompatibel. Version X6 ist mit MS Office 2013 kompatibel.

## Erweiterungen und Zusatzfunktionen
EndNote bietet eine Vielzahl von Erweiterungen und Zusatzfunktionen, die die Anwendung noch leistungsfähiger machen. Dazu gehören:
- Plug-Ins und Integrationen: EndNote ermöglicht die Integration von Plug-Ins, um den Funktionsumfang zu erweitern. Diese können spezifische Aufgaben vereinfachen, beispielsweise die direkte Übernahme von Zitaten aus Online-Quellen oder die Integration mit anderen wissenschaftlichen Werkzeugen.
- Automatische Aktualisierungen: Die Software bietet automatische Aktualisierungen, um sicherzustellen, dass Nutzer stets von den neuesten Funktionen und Verbesserungen profitieren. Dies gewährleistet nicht nur eine reibungslose Nutzung, sondern auch den Zugriff auf innovative Features.
- Erweiterte Recherchemöglichkeiten: Neben der grundlegenden Literatursuche ermöglicht EndNote fortgeschrittene Recherchemöglichkeiten in wissenschaftlichen Literaturdatenbanken wie PubMed, CINAHL und DIMDI. Dies erleichtert die effiziente Beschaffung von relevanten Forschungsergebnissen.
- Cloud-Synchronisation und Kollaboration: Mit der Funktion zur gemeinsamen Bearbeitung von EndNote-Datenbanken können bis zu 400 Personen nahtlos zusammenarbeiten. Die Synchronisation über den zentralen Cloud-Service von EndNote ermöglicht einen reibungslosen Datenaustausch und gewährleistet, dass alle Teammitglieder stets Zugriff auf aktuelle Informationen haben.
- Individuell anpassbare Formate: EndNote ermöglicht die Generierung von Literaturverzeichnissen in verschiedenen Formaten. Benutzer können diese Formate nach ihren individuellen Anforderungen anpassen, um den jeweiligen Zitationsstil zu erfüllen.

Diese Erweiterungen und Zusatzfunktionen machen EndNote zu einem flexiblen und vielseitigen Werkzeug für die Literaturverwaltung und unterstützen Forscherinnen und Forscher dabei, effizienter und effektiver zu arbeiten.

## Dateiimport
Dateiimport in EndNote spielt eine entscheidende Rolle bei der effizienten Verwaltung von wissenschaftlicher Literatur. EndNote ermöglicht es Benutzern, Referenzinformationen aus verschiedenen Quellen und in verschiedenen Formaten zu importieren. Diese Funktionalität erleichtert Forschern und Studenten das Sammeln und Organisieren von Literaturverweisen erheblich.
- Dateiimport-Funktionen in EndNote:
- Direkter Download aus Online-Datenbanken: EndNote bietet eine Vielzahl von Importfiltern, die es Benutzern ermöglichen, Referenzen direkt aus wissenschaftlichen Datenbanken, Bibliothekskatalogen und Online-Zeitschriften herunterzuladen. Dies erleichtert die Erfassung von bibliografischen Informationen wie Autoren, Titel, Zeitschriftentitel, Erscheinungsjahr und Abstracts.
- Manueller Import von PDF-Dateien: Forscher können PDF-Dateien, die sie von verschiedenen Quellen erhalten haben, in EndNote importieren. Die Software extrahiert automatisch bibliografische Informationen aus PDF-Dateien und ordnet sie den richtigen Feldern in der Datenbank zu.
- RIS-, BibTeX- und andere Dateiformate: EndNote unterstützt den Import von Referenzen aus verschiedenen Dateiformaten, einschließlich RIS (Research Information Systems) und BibTeX. Diese Formate sind weit verbreitet und werden von vielen wissenschaftlichen Datenbanken und Verwaltungsprogrammen verwendet.
- Import von EndNote-Library-Dateien: Benutzer können auch EndNote-Library-Dateien importieren, um bereits erstellte Sammlungen von Literaturverweisen zu konsolidieren oder zu erweitern.

Die Dateiimport-Funktion in EndNote trägt erheblich dazu bei, den Forschungsprozess zu optimieren, da sie es Benutzern ermöglicht, eine umfangreiche Sammlung von wissenschaftlicher Literatur effizient zu organisieren. Dies ist besonders wichtig für Wissenschaftler, Studierende und Autoren, die umfangreiche Literaturrecherchen durchführen und ihre Arbeiten in wissenschaftlichen Publikationen zitieren müssen.